# Gilbert Fesselet
Gilbert Fesselet (La Chaux-de-Fonds, 16 april 1928 – 27 april 2022) was een voormalig voetballer die speelde als middenvelder.

## Carrière
Fesselet maakte zijn profdebuut voor FC Bern waar hij één seizoen speelde. Nadien speelde hij twee seizoenen voor La Chaux-de-Fonds, in beide seizoenen speelde hij landskampioen en won hij de beker. Hij speelde nadien nog vier seizoenen voor Lausanne-Sport alvorens zijn carrière af te sluiten.
Hij speelde zeven interlands voor Zwitserland, hij nam met zijn land deel aan het WK 1954 in eigen land.
Hij werd 94 jaar oud.

## Erelijst
- FC La Chaux-de-Fonds
  - Landskampioen: 1954, 1955
  - Zwitserse voetbalbeker: 1954, 1955